# 2562
Dave Huismans, mer känd under sitt artistnamn 2562, född 1979, är en musiker från Haag i Nederländerna. 
Han har även gått under artistnamnen A Made Up Sound och Dogdaze. Hans debutalbum under namnet 2562, Aerial från 2008, har fått positiva recensioner.

## Diskografi

### Album[4]
- In Dog We Trust (som Dogdaze)
  - Släppt (2006)
  - Skivbolag: Dogdaze Productions – As Dogdaze
- Aerial
  - Släppt: (2008) (som 2562)
  - Skivbolag: Tectonic